# Список астероїдів (3301—3400)
| Назва                               | Тимчасове позначення | Дата відкриття    | Місце відкриття                         | Відкривач                                              |
| ----------------------------------- | -------------------- | ----------------- | --------------------------------------- | ------------------------------------------------------ |
| 3301 Янсьє (Jansje)                 | 1978 CT              | 6 лютого 1978     | Пертська обсерваторія                   | Пертська обсерваторія                                  |
| 3302 Шліман (Schliemann)            | 1977 RS6             | 11 вересня 1977   | КрАО                                    | Черних Микола Степанович                               |
| 3303 Мерта (Merta)                  | 1967 UN              | 30 жовтня 1967    | Гамбурзька обсерваторія                 | Любош Когоутек                                         |
| 3304 Пірс (Pearce)                  | 1981 EQ21            | 2 березня 1981    | Обсерваторія Сайдинг-Спрінг             | Ш. Дж. Бас                                             |
| 3305 Сіадамс (Ceadams)              | 1985 KB              | 21 травня 1985    | Університетська обсерваторія Маунт-Джон | Алан Ґілмор, Памела Кілмартін                          |
| 3306 Byron                          | 1979 SM11            | 24 вересня 1979   | КрАО                                    | Черних Микола Степанович                               |
| 3307 Атабаска (Athabasca)           | 1981 DE1             | 28 лютого 1981    | Обсерваторія Сайдинг-Спрінг             | Ш. Дж. Бас                                             |
| 3308 Феррері (Ferreri)              | 1981 EP              | 1 березня 1981    | Обсерваторія Ла-Сілья                   | Анрі Дебеонь, Джованні де Санктіс                      |
| 3309 Brorfelde                      | 1982 BH              | 28 січня 1982     | Обсерваторія Брорфельде                 | Каре Єнсен                                             |
| 3310 Патсі (Patsy)                  | 1931 TS2             | 9 жовтня 1931     | Ловеллівська обсерваторія               | Клайд Томбо                                            |
| 3311 Подобєд (Podobed)              | 1976 QM1             | 26 серпня 1976    | КрАО                                    | Черних Микола Степанович                               |
| 3312 Педерсен (Pedersen)            | 1984 SN              | 24 вересня 1984   | Обсерваторія Брорфельде                 | Обсерваторія Копенгагена                               |
| 3313 Мендель (Mendel)               | 1980 DG              | 19 лютого 1980    | Обсерваторія Клеть                      | Антонін Мркос                                          |
| 3314 Білс (Beals)                   | 1981 FH              | 30 березня 1981   | Станція Андерсон-Меса                   | Едвард Бовелл                                          |
| 3315 Шант (Chant)                   | 1984 CZ              | 8 лютого 1984     | Станція Андерсон-Меса                   | Едвард Бовелл                                          |
| 3316 Герцберґ (Herzberg)            | 1984 CN1             | 6 лютого 1984     | Станція Андерсон-Меса                   | Едвард Бовелл                                          |
| 3317 Paris                          | 1984 KF              | 26 травня 1984    | Паломарська обсерваторія                | Керолін Шумейкер, Юджин Шумейкер                       |
| 3318 Бліксен (Blixen)               | 1985 HB              | 23 квітня 1985    | Обсерваторія Брорфельде                 | Карл Авґустесен, Поуль Єнсен                           |
| 3319 Кібі (Kibi)                    | 1977 EJ5             | 12 березня 1977   | Обсерваторія Кісо                       | Хірокі Косаї, Кіїтіро Фурукава                         |
| 3320 Намба (Namba)                  | 1982 VZ4             | 14 листопада 1982 | Обсерваторія Кісо                       | Хірокі Косаї, Кіїтіро Фурукава                         |
| 3321 Даша (Dasha)                   | 1975 TZ2             | 3 жовтня 1975     | КрАО                                    | Черних Людмила Іванівна                                |
| 3322 Лідія (Lidiya)                 | 1975 XY1             | 1 грудня 1975     | КрАО                                    | Смирнова Тамара Михайлівна                             |
| 3323 Тургенєв (Turgenev)            | 1979 SY9             | 22 вересня 1979   | КрАО                                    | Черних Микола Степанович                               |
| 3324 Авсюк (Avsyuk)                 | 1983 CW1             | 4 лютого 1983     | Обсерваторія Клеть                      | Антонін Мркос                                          |
| 3325 TARDIS                         | 1984 JZ              | 3 травня 1984     | Станція Андерсон-Меса                   | Браян Скіфф                                            |
| 3326 Агафоніков (Agafonikov)        | 1985 FL              | 20 березня 1985   | Обсерваторія Клеть                      | Антонін Мркос                                          |
| 3327 Кампінс (Campins)              | 1985 PW              | 14 серпня 1985    | Станція Андерсон-Меса                   | Едвард Бовелл                                          |
| 3328 Інтерпозіта (Interposita)      | 1985 QD1             | 21 серпня 1985    | Ціммервальдська обсерваторія            | Томас Шильдкнехт                                       |
| 3329 Ґолей (Golay)                  | 1985 RT1             | 12 вересня 1985   | Ціммервальдська обсерваторія            | Пауль Вільд                                            |
| 3330 Ґантріш (Gantrisch)            | 1985 RU1             | 12 вересня 1985   | Ціммервальдська обсерваторія            | Томас Шильдкнехт                                       |
| 3331 Квістаберґ (Kvistaberg)        | 1979 QS              | 22 серпня 1979    | Обсерваторія Ла-Сілья                   | Клаес-Інґвар Лаґерквіст                                |
| 3332 Ракша (Raksha)                 | 1978 NT1             | 4 липня 1978      | КрАО                                    | Черних Людмила Іванівна                                |
| 3333 Шабер (Schaber)                | 1980 TG5             | 9 жовтня 1980     | Паломарська обсерваторія                | Керолін Шумейкер                                       |
| 3334 Сомов (Somov)                  | 1981 YR              | 20 грудня 1981    | Обсерваторія Клеть                      | Антонін Мркос                                          |
| 3335 Цюаньчжоу (Quanzhou)           | 1966 AA              | 1 січня 1966      | Обсерваторія Цзицзіньшань               | Обсерваторія Червона Гора                              |
| 3336 Ґриґар (Grygar)                | 1971 UX              | 26 жовтня 1971    | Гамбурзька обсерваторія                 | Любош Когоутек                                         |
| 3337 Мілош (Milos)                  | 1971 UG1             | 26 жовтня 1971    | Гамбурзька обсерваторія                 | Любош Когоутек                                         |
| 3338 Ріхтер (Richter)               | 1973 UX5             | 28 жовтня 1973    | Обсерваторія Карла Шварцшильда          | Ф. Бернґен                                             |
| 3339 Трешніков (Treshnikov)         | 1978 LB              | 6 червня 1978     | Обсерваторія Клеть                      | Антонін Мркос                                          |
| 3340 Іньхай (Yinhai)                | 1979 TK              | 12 жовтня 1979    | Обсерваторія Цзицзіньшань               | Обсерваторія Червона Гора                              |
| 3341 Гартман (Hartmann)             | 1980 OD              | 17 липня 1980     | Станція Андерсон-Меса                   | Едвард Бовелл                                          |
| 3342 Fivesparks                     | 1982 BD3             | 27 січня 1982     | Гарвардська обсерваторія                | Обсерваторія Ок-Ридж                                   |
| 3343 Nedzel                         | 1982 HS              | 28 квітня 1982    | Сокорро (Нью-Мексико)                   | Експериментальна станція лабораторії Лінкольна         |
| 3344 Модена (Modena)                | 1982 JA              | 15 травня 1982    | Обсерваторія Сан-Вітторе                | Обсерваторія Сан-Вітторе                               |
| 3345 Тарковський (Tarkovskij)       | 1982 YC1             | 23 грудня 1982    | КрАО                                    | Карачкіна Людмила Георгіївна                           |
| 3346 Ґерла (Gerla)                  | 1951 SD              | 27 вересня 1951   | Королівська обсерваторія Бельгії        | Сильвен Арен                                           |
| 3347 Константін (Konstantin)        | 1975 VN1             | 2 листопада 1975  | КрАО                                    | Смирнова Тамара Михайлівна                             |
| 3348 Покришкін (Pokryshkin)         | 1978 EA3             | 6 березня 1978    | КрАО                                    | Черних Микола Степанович                               |
| 3349 Манас (Manas)                  | 1979 FH2             | 23 березня 1979   | КрАО                                    | Черних Микола Степанович                               |
| 3350 Скобі (Scobee)                 | 1980 PJ              | 8 серпня 1980     | Станція Андерсон-Меса                   | Едвард Бовелл                                          |
| 3351 Сміт (Smith)                   | 1980 RN1             | 7 вересня 1980    | Станція Андерсон-Меса                   | Едвард Бовелл                                          |
| 3352 МакАуліффе (McAuliffe)         | 1981 CW              | 6 лютого 1981     | Станція Андерсон-Меса                   | Норман Томас                                           |
| 3353 Джарвіс (Jarvis)               | 1981 YC              | 20 грудня 1981    | Станція Андерсон-Меса                   | Едвард Бовелл                                          |
| 3354 МакНейр (McNair)               | 1984 CW              | 8 лютого 1984     | Станція Андерсон-Меса                   | Едвард Бовелл                                          |
| 3355 Онізука (Onizuka)              | 1984 CC1             | 8 лютого 1984     | Станція Андерсон-Меса                   | Едвард Бовелл                                          |
| 3356 Рєзнік (Resnik)                | 1984 EU              | 6 березня 1984    | Станція Андерсон-Меса                   | Едвард Бовелл                                          |
| 3357 Толстиков (Tolstikov)          | 1984 FT              | 21 березня 1984   | Обсерваторія Клеть                      | Антонін Мркос                                          |
| 3358 Анікушин (Anikushin)           | 1978 RX              | 1 вересня 1978    | КрАО                                    | Черних Микола Степанович                               |
| 3359 Пуркарі (Purcari)              | 1978 RA6             | 13 вересня 1978   | КрАО                                    | Черних Микола Степанович                               |
| 3360 Сірінга (Syrinx)               | 1981 VA              | 4 листопада 1981  | Паломарська обсерваторія                | Е. Гелін, Рой Данбер                                   |
| 3361 Orpheus                        | 1982 HR              | 24 квітня 1982    | Астрономічна станція Серро Ель Робле    | Карлос Торрес                                          |
| 3362 Khufu                          | 1984 QA              | 30 серпня 1984    | Паломарська обсерваторія                | Рой Данбер, Марія Баруччі                              |
| 3363 Бовен (Bowen)                  | 1960 EE              | 6 березня 1960    | Обсерваторія Ґете Лінка                 | Університет Індіани                                    |
| 3364 Зденка (Zdenka)                | 1984 GF              | 5 квітня 1984     | Обсерваторія Клеть                      | Антонін Мркос                                          |
| 3365 Реконь (Recogne)               | 1985 CG2             | 13 лютого 1985    | Обсерваторія Ла-Сілья                   | Анрі Дебеонь                                           |
| 3366 Ґедель (Godel)                 | 1985 SD1             | 22 вересня 1985   | Ціммервальдська обсерваторія            | Томас Шильдкнехт                                       |
| 3367 Алекс (Alex)                   | 1983 CA3             | 15 лютого 1983    | Станція Андерсон-Меса                   | Норман Томас                                           |
| 3368 Данкомб (Duncombe)             | 1985 QT              | 22 серпня 1985    | Станція Андерсон-Меса                   | Едвард Бовелл                                          |
| 3369 Фройхен (Freuchen)             | 1985 UZ              | 18 жовтня 1985    | Обсерваторія Брорфельде                 | Обсерваторія Копенгагена                               |
| 3370 Косай (Kohsai)                 | 1934 CU              | 4 лютого 1934     | Обсерваторія Гейдельберг-Кеніґштуль     | К. В. Райнмут                                          |
| 3371 Джакконі (Giacconi)            | 1955 RZ              | 14 вересня 1955   | Обсерваторія Ґете Лінка                 | Університет Індіани                                    |
| 3372 Братійчук (Bratijchuk)         | 1976 SP4             | 24 вересня 1976   | КрАО                                    | Черних Микола Степанович                               |
| 3373 Коктебелія (Koktebelia)        | 1978 QQ2             | 31 серпня 1978    | КрАО                                    | Черних Микола Степанович                               |
| 3374 Намур (Namur)                  | 1980 KO              | 22 травня 1980    | Обсерваторія Ла-Сілья                   | Анрі Дебеонь                                           |
| 3375 Емі (Amy)                      | 1981 JY1             | 5 травня 1981     | Паломарська обсерваторія                | Керолін Шумейкер                                       |
| 3376 Армандхаммер (Armandhammer)    | 1982 UJ8             | 21 жовтня 1982    | КрАО                                    | Журавльова Людмила Василівна                           |
| 3377 Лодевейк (Lodewijk)            | 4122 P-L             | 24 вересня 1960   | Паломарська обсерваторія                | К. Й. ван Гаутен, І. ван Гаутен-Ґроневельд, Т. Герельс |
| 3378 Сьюзенвікторія (Susanvictoria) | A922 WB              | 25 листопада 1922 | Вільямс Бей                             | Джордж Ван-Бісбрук                                     |
| 3379 Оісі (Oishi)                   | 1931 TJ1             | 6 жовтня 1931     | Обсерваторія Гейдельберг-Кеніґштуль     | К. В. Райнмут                                          |
| 3380 Авадзі (Awaji)                 | 1940 EF              | 15 березня 1940   | Обсерваторія Конколь                    | Дєрдь Кулін                                            |
| 3381 Міккола (Mikkola)              | 1941 UG              | 15 жовтня 1941    | Турку                                   | Люсі Отерма                                            |
| 3382 Кассіді (Cassidy)              | 1948 RD              | 7 вересня 1948    | Ловеллівська обсерваторія               | Г. Л. Джіклас                                          |
| 3383 Кояма (Koyama)                 | 1951 AB              | 9 січня 1951      | Обсерваторія Гейдельберг-Кеніґштуль     | К. В. Райнмут                                          |
| 3384 Далія (Daliya)                 | 1974 SB1             | 19 вересня 1974   | КрАО                                    | Черних Людмила Іванівна                                |
| 3385 Бронніна (Bronnina)            | 1979 SK11            | 24 вересня 1979   | КрАО                                    | Черних Микола Степанович                               |
| 3386 Клементінум (Klementinum)      | 1980 FA              | 16 березня 1980   | Обсерваторія Клеть                      | Ладіслав Брожек                                        |
| 3387 Ґрінберґ (Greenberg)           | 1981 WE              | 20 листопада 1981 | Станція Андерсон-Меса                   | Едвард Бовелл                                          |
| 3388 Цангхінчи (Tsanghinchi)        | 1981 YR1             | 21 грудня 1981    | Обсерваторія Цзицзіньшань               | Обсерваторія Червона Гора                              |
| 3389 Сінзо (Sinzot)                 | 1984 DU              | 25 лютого 1984    | Обсерваторія Ла-Сілья                   | Анрі Дебеонь                                           |
| 3390 Деманет (Demanet)              | 1984 ES1             | 2 березня 1984    | Обсерваторія Ла-Сілья                   | Анрі Дебеонь                                           |
| 3391 Sinon                          | 1977 DD3             | 18 лютого 1977    | Обсерваторія Кісо                       | Хірокі Косаї, Кіїтіро Фурукава                         |
| 3392 Setouchi                       | 1979 YB              | 17 грудня 1979    | Обсерваторія Кісо                       | Хірокі Косаї, Ґоро Сасакі                              |
| 3393 Штур (Stur)                    | 1984 WY1             | 28 листопада 1984 | Обсерваторія Піскештето                 | Мілан Антал                                            |
| 3394 Банно (Banno)                  | 1986 DB              | 16 лютого 1986    | Обсерваторія Карасуяма                  | Шіґеру Інода                                           |
| 3395 Джітка (Jitka)                 | 1985 UN              | 20 жовтня 1985    | Обсерваторія Клеть                      | Антонін Мркос                                          |
| 3396 Муаззез (Muazzez)              | A915 TE              | 15 жовтня 1915    | Обсерваторія Гейдельберг-Кеніґштуль     | Макс Вольф                                             |
| 3397 Leyla                          | 1964 XA              | 8 грудня 1964     | Ловеллівська обсерваторія               | Роберт Бернгем, Норман Томас                           |
| 3398 Штаттмайєр (Stattmayer)        | 1978 PC              | 10 серпня 1978    | Обсерваторія Ла-Сілья                   | Ганс-Еміль Шустер                                      |
| 3399 Кобзон (Kobzon)                | 1979 SZ9             | 22 вересня 1979   | КрАО                                    | Черних Микола Степанович                               |
| 3400 Аотеароя (Aotearoa)            | 1981 GX              | 2 квітня 1981     | Університетська обсерваторія Маунт-Джон | Алан Ґілмор, Памела Кілмартін                          |

| Астероїди 1—10000 → |           |           |           |           |           |           |           |           |            |
| 1—100               | 1001—1100 | 2001—2100 | 3001—3100 | 4001—4100 | 5001—5100 | 6001—6100 | 7001—7100 | 8001—8100 | 9001—9100  |
| 101—200             | 1101—1200 | 2101—2200 | 3101—3200 | 4101—4200 | 5101—5200 | 6101—6200 | 7101—7200 | 8101—8200 | 9101—9200  |
| 201—300             | 1201—1300 | 2201—2300 | 3201—3300 | 4201—4300 | 5201—5300 | 6201—6300 | 7201—7300 | 8201—8300 | 9201—9300  |
| 301—400             | 1301—1400 | 2301—2400 | 3301—3400 | 4301—4400 | 5301—5400 | 6301—6400 | 7301—7400 | 8301—8400 | 9301—9400  |
| 401—500             | 1401—1500 | 2401—2500 | 3401—3500 | 4401—4500 | 5401—5500 | 6401—6500 | 7401—7500 | 8401—8500 | 9401—9500  |
| 501—600             | 1501—1600 | 2501—2600 | 3501—3600 | 4501—4600 | 5501—5600 | 6501—6600 | 7501—7600 | 8501—8600 | 9501—9600  |
| 601—700             | 1601—1700 | 2601—2700 | 3601—3700 | 4601—4700 | 5601—5700 | 6601—6700 | 7601—7700 | 8601—8700 | 9601—9700  |
| 701—800             | 1701—1800 | 2701—2800 | 3701—3800 | 4701—4800 | 5701—5800 | 6701—6800 | 7701—7800 | 8701—8800 | 9701—9800  |
| 801—900             | 1801—1900 | 2801—2900 | 3801—3900 | 4801—4900 | 5801—5900 | 6801—6900 | 7801—7900 | 8801—8900 | 9801—9900  |
| 901—1000            | 1901—2000 | 2901—3000 | 3901—4000 | 4901—5000 | 5901—6000 | 6901—7000 | 7901—8000 | 8901—9000 | 9901—10000 |